# Schönau an der Brend
Schönau an der Brend là một đô thị with 1378 inhabitants trong huyện Rhön-Grabfeld ở northern Bayern, Đức. Đô thị này bao gồm two villages: Schönau an der Brend and Burgwallbach.

## Points of interest
- Gyrowheel Monument